# Feliformia
De Feliformia (katachtigen) zijn een van de twee onderordes (soms opgevat als een superfamilie) uit de orde der roofdieren (Carnivora). Tot deze onderorde behoren de katten (groot en klein), de hyena's, de mangoesten en de civetkatten.
De andere onderorde is de Caniformia, waartoe onder andere de hondachtigen behoren. Caniformia en Feliformia verschillen van elkaar in de vorm van de bulla tympanica, een bolvormige ruimte bij onder andere roofdieren die het middenoor omvat. Bij de Feliformia bestaat de bulla tympanica uit twee kamers, bij de Caniformia slechts uit één kamer.

## Indeling
Tot de Feliformia behoren de volgende families:
- Superfamilie Feloidea
  - Katten (Felidae)
  - Aziatische linsangs (Prionodontidae)
- Superfamilie Nandinioidea
  - Pardelroller (Nandiniidae)
- Superfamilie Viverroidea
  - Madagaskarcivetkatten (Eupleridae)
  - Mangoesten (Herpestidae)
  - Hyena's (Hyaenidae)
  - Civetkatachtigen (Viverridae)

## Kenmerken
Leden uit deze onderorde verschillen in grootte van de tot 28 cm lange en 350 gram zware dwergmangoeste (Helogale parvula) tot de tot 4 m lange en 280 kg zware Siberische tijger (Panthera tigris altaica). 

## Voorkomen
Zes van de zeven families komen enkel oorspronkelijk in Afrika, Zuid-Europa en Zuid-Azië voor. De katachtigen zijn verspreid over alle continenten, met uitzondering van Australië, Nieuw-Zeeland en kleine eilanden in de Stille Oceaan. De Madagaskarcivetkatten zijn de enige landroofdieren op Madagaskar. Eén soort, de kat (Felis catus), is gedomesticeerd en komt over de gehele wereld voor.